# Alexandra Fröhlich
Alexandra Fröhlich, née en 1966 ou 1967 et morte le 22 avril 2025 à Hambourg, est une journaliste et écrivaine allemande.

## Biographie
Alexandra Fröhlich travaille d'abord en Ukraine comme journaliste et fonde à Kiev un magazine féminin. En Allemagne, elle travaille ensuite comme auteure indépendante pour différents magazines féminins, dont Petra et Freundin.
En 2012, elle publie son premier roman Meine russische Schwiegermutter und andere Katastrophen. Le roman se vend à plus de 50 000 exemplaires et atteint la liste des best-sellers du Spiegel. Il paraît en 2015 en français sous le titre Ma belle-mère russe et autres catastrophes.
Dans le roman suivant, Reisen mit Russen, publié en 2014, Fröhlich aborde de manière autobiographique sa propre — et finalement infructueuse — union avec un Russe.
Suivront les romans policiers Gestorben wird immer (2016) et Dreck am Stecken (2019).
Alexandra Fröhlich est mère de trois fils.

## Mort
Un coup de feu est tiré dans la nuit de lundi 21 à mardi 22 vers 1 h 30 du matin, selon le Bild. Vers 5h20, un des trois fils d’Alexandra Fröhlich alerte la police de Hambourg après avoir découvert sa mère morte dans sa péniche amarrée à Hambourg-Moorfleet. Les enquêteurs privilégient la thèse d’un acte criminel , la romancière de 58 ans aurait subi une agression très violente selon le rapport d’autopsie,.